# Sheer Heart Attack
— Фредді Мерк'юрі
Sheer Heart Attack (укр. «Гострий серцевий напад») — третій студійний альбом британського рок-гурту «Queen», випущений 8 листопада 1974 року «EMI Records» у Великій Британії і «Elektra Records» в Сполучених Штатах. У музиці «Sheer Heart Attack» «Queen» відійшли від прогресивної тематики перших двох альбомів. Альбом включав більш поп-центричні і традиційні рок-композиції та став кроком до «класичного» звучання «Queen». Спродюсований «Queen» та Роєм Томасом Бейкером альбом запустив мейнстрим популярності «Queen» серед широкого загалу не лише у Великій Британії, але і в усьому світі.
Перший сингл альбому «Killer Queen» посів 2 місце у британському чарті та став першим хітом гурту в США, де посів 12 місце у чарті синглів «Billboard». «Sheer Heart Attack» став першим альбомом «Queen», який увійшов до двадцятки найкращих у США, посівши 12-е місце 1975 року. Альбом визнали таким, що містить «низку видатних гітарних композицій у стилі хард-рок». У ретроспективі  багато видань назвали однією з найкращих робіт гурту та визнали найважливішим альбомом глем-року.

## Передумови і запис
Після завершення роботи над другим студійним альбомом «Queen» вирушили в «Queen II Tour», впродовж якого вони виступали на розігріві у гурту «Mott the Hoople». Після тривалих гастролей всією Великою Британією, обидва гурти вирішили поїхати разом до США, що стало першим туром «Queen» у цій країні. Надалі гурти залишалися у дружніх стосунках протягом всієї своєї кар'єри. Вокаліст «Mott the Hoople», Аєн Хантер, виконав пісню «All the Young Dudes» на концерті пам'яті Фредді Мерк'юрі 1992 року. Свій перший концерт у США «Queen» відіграли 16 квітня 1974 року у Денвері, штат Колорадо. Перебування на розігріві у «Mott the Hoople», за чутками, не подобалося Фредді Мерк'юрі, який казав: «Бути на розігріві — це одна з найбільш травмуючих подій у моєму житті». У кульмінаційний момент туру у Бостоні у Брана Мея виявили гепатит, ймовірно, через використання зараженої голки під час вакцинації, яку гурт отримав перед поїздкою до Австралії. Згодом решту туру було скасовано, і «Queen» полетіли додому, де Мея ушпиталили.
У червні «Queen» зібралися в «Trident Studios», щоб почати репетирувати матеріал для нового альбому. Як у випадку з попередніми двома альбомами гурту, продюсером знову було запрошено Роя Томаса Бейкера. Під час репетиції 13 червня Мерк'юрі, Тейлор та Дікон дали інтерв'ю Коху Хасебе. Мей приєднався до репетицій на початку липня, коли гурт тільки готувалася до запису. 7 липня «Queen» витратили три з половиною години на дорогу, щоб дістатися до студії «Rockfield Studios» в Уельсі, де їм потрібно було записати десять мінусівок, роботу над якими завершили 28 числа того ж місяця. На початку серпня роботу над альбомом перемістили до «Wessex Sound Studios», проте там вона тривала недовго, оскільки 2 серпня Мей, який знову почав нездужати, звернувся до спеціалізованої медичної клініки. У клініці він знепритомнів через виразку дванадцятипалої кишки, наступного дня його прооперували, а незабаром виписали одужувати вдома. Поки гурт займався процесом овердабінгом записів (техніка, коли музичний уривок записується і накладається на основний запис два або більше разів) у «Wessex», Мей замовив студійний час в «AIR Studios», де записав пісні «Dear Friends» та «She Makes Me». Тим часом Тейлор та Дікон 11 серпня взяли участь в автопробігу, організованому компаніями «EMI» та «Radio Luxembourg» у Брендс-Гетч. Наприкінці серпня Мей знову почав працювати з гуртом, де решта музикантів додали свої партії до записаних ним пісень. Після чого залишалася ще одна пісня, яку гурту треба було записати впродовж вересня — «Now I'm Here». Мінусівку до пісні було створено у «Wessex», а решту роботи над нею гурт відклав до сесій мікшування.
Процес мікшування записаного матеріалу розпочався у середині вересня. У цей час гурт все ще займався овердабінгом, через що їм довелося найняти людину, яка доставляла касети зі студії звукозапису до студії для мікшування на мотоциклі. На мікшування більшості пісень було витрачено один-два дні, основна його частина проходила в «Trident Studios». Тоді як мікшування «Brighton Rock» зайняло чотири дні, за цей час було створено шість годин різних міксів. Кожна пісня мікшувалася невеликими відредагованими треками завдовжки близько п'ятнадцять-двадцять секунд. На той момент «Trident» щойно встановили у своїй студії 24-доріжковий магнітофон, який з'явився ще 1972 року, але не використовувався ними до 1974-го. Фактично «Sheer Heart Attack» став першим проєктом «Trident», створеним з використанням 24-доріжкового магнітофона. Попри те, що «Trident» розширив свої можливості у плані запису, використовуючи магнітофон де на 8 доріжок більше ніж раніше, гурту цього все одно було недостатньо для мікшування кожного треку окремо. Зокрема, пісня «Bring Back That Leroy Brown» містила 70 вокальних треків, тому, працюючи з 24-доріжковим мікшером, їх доводилося змікшовувати між собою.
20 вересня гурт оголосив, що хоче випустити альбом 1 листопада, але, зважаючи на все, навряд чи встигне закінчити роботу до цього часу. Мікшування «Now I'm Here», яке вважалося останнім, відбулося 22 жовтня. Наступного дня Мей дав інтерв'ю (яке опублікували 26 жовтня), у якому розповів про те, як проходила робота над альбомом. Загалом, при створенні «Sheer Heart Attack» гурт використовував чотири студії: більшість мінусівок було записано в «Rockfield»; дві мінусівки й деякі гітарні овердаби — у «AIR Studios»; більшість овердабів та одна мінусівка — у «Wessex»; мікшування відбувалося у «Trident».

## Пісні

### Огляд
У музичному плані, «Sheer Heart Attack» примітний відходом «Queen» від тем прогресивного року, який переважав у їхніх попередніх альбомах, і належить до категорії хард-року та глем-року. Газета «Daily Vault» назвала його «важливим перехідним альбомом», оскільки у ньому було продемонстровано «те, чим гурт незабаром стане, при цьому не забуваючи своє хард-рокове минуле», а Стівен Томас Ерлвайн з «AllMusic» зазначив, що, хоча у «Sheer Heart Attack», як і раніше, присутні відсилання на фентезійні теми ранніх робіт «Queen», особливо у піснях «In the Lap of the Gods» і «Lily of the Valley», але «фентезі не перевантажує його, як це було на перших двох платівках».
Пісню «Killer Queen» було складено за одну ніч — що було дуже швидко, у порівнянні з такими композиціями гурту, як «The March of the Black Queen», на написання якої, за словами Мерк'юрі, пішли «віки». «Brighton Rock» було написано ще під час запису альбому «Queen II»; ідея «Stone Cold Crazy» з'явилася в попередньому гурті Мерк'юрі, «Wreckage», який існував до появи «Queen»; а «Flick of the Wrist» Мерк'юрі написав під час відсутності Мея, викликаної хворобою. Оскільки до альбому увійшла перша пісня Джона Дікона, записана ним для «Queen» («Misfire»), на додачу до треків, складених рештою учасників гурту — «Sheer Heart Attack» став першим альбомом гурту, який містив принаймні одну пісню, написану кожним учасником; а «Stone Cold Crazy» стала першою піснею гурту, до написання якої долучилися всі четверо учасників гурту.

### Сторона А
Brighton Rock
Пісню «Brighton Rock» написав Браян Мей ще під час сесій створення альбому «Queen II», але на той час її не записали, оскільки гурт вважав, що вона не вписується в решту композицій альбому. Лірично, пісня розповідає історію двох молодих закоханих, Дженні і Джиммі, представників модів, які зустрілися у Брайтоні у святковий день. Оповідання про модів, які збиралися у Брайтоні святковими днями, були популярними на той час, зокрема, в альбомі гурту «The Who», «Quadrophenia».
Пісня включає трихвилинну безакомпанементну гітарну соло-інтерлюдію, у якій широко використано аудіо-ефект затримки для створення гітарної гармонії і контрапунктних мелодійних ліній. Ідея «Brighton Rock» виникла в результаті експериментів Мея з приладом «Echoplex», коли він намагався відтворити свої гітарні оркестрування для живого виконання пісні «Son and Daughter». Він модифікував оригінальний прилад, щоб мати можливість змінювати час затримки, і пропустив кожне гітарне відлуння через окремий підсилювач, щоб уникнути поміх.
Студійна версія соло є коротшою за тривалістю, на відміну від концертної, і складається лише з однієї «основної» гітари та одного гітарного «відлуння», тоді як під час концертів Мей зазвичай поділяв свій гітарний сигнал на один «основний» і два «відлуння», пропускаючий кожен через окремий блок підсилювачів. На концертах соло з «Brighton Rock» виконували як у попурі з іншою піснею, так і як самостійний твір. Зокрема, Мей виконав частину цієї композиції на церемонії закриття Літніх Олімпійських ігор 2012 року у Лондоні. Вважаючи одним із найкращих соло Мея, журнал «Guitar World» заніс його до списку «100 найвизначніших гітарних соло всіх часів під номером 41».
Killer Queen
Пісня «Killer Queen», написана Фредді Мерк'юрі, стала першим міжнародним синглом-хітом гурту. Під час запису Мерк'юрі грав на джангл-піаніно, а також на роялі. Після того, як пісня потрапила до чарту, гурт виконав її на музичному телешоу «Top of the Pops».

Tenement Funster, Flick of the Wrist, Lily of the Valley medley
Пісню «Tenement Funster», написав Роджер Тейлор, вона оповідала про молодість та молодіжне бунтарство, він же виконав у ній головний вокал, а Джон Дікон, самостійно, без участі Мея, зіграв партії акустичної гітари, які надалі стали вважатися видатними. «Tenement Funster» переходить у пісню Мерк'юрі «Flick of the Wrist» (яка вийшла разом з «Killer Queen» на синглі з подвійною A-стороною), яка, у свою чергу, переходить у більш «м'ягку» за звучанням фортепіанну пісню Мерк'юрі «Lily of the Valley», перетворюючи ці три композиції у попурі.

Now I'm Here
Пісню «Now I'm Here» Мей написав під час перебування в лікарні, вона нагадує про ранні гастролі «Queen» на підтримку гурту «Mott the Hoople». Її записали в останній тиждень роботи над альбомом, на фортепіано у ній грав Мей.

### Сторона Б
In the Lap of the Gods
«In the Lap of the Gods» — пісня Мерк'юрі, яка містить, серед іншого, кілька вокальних накладень від нього самого і Роджера Тейлора. Тейлор виконав у ній одну із найвищих вокальних нот у альбомі.
Stone Cold Crazy
Пісня «Stone Cold Crazy» була однією із найбільш ранніх композицій, які «Queen» виконували наживо, і мала кілька різних аранжувань, перш ніж її записали для альбому «Sheer Heart Attack». На момент виходу альбому жоден із учасників «Queen» не зміг згадати, хто саме написав текст «Stone Cold Crazy», тому її авторство зарахували до спільної творчості, що стало першим таким випадком серед пісень гурту. Текст пісні присвячений гангстерам і містить згадку про Аль Капоне. Вона відрізняється швидким темпом і сильними пересмикуваннями мелодії, ставши провісником спід-метал. Музичний журнал «Q» назвав «Stone Cold Crazy» «треш-метал до того, як цей термін будо винайдено». «Stone Cold Crazy» виконувалася практично на кожному концерті «Queen» у період між 1974—1978 роками.
Гурт «Metallica» записав кавер-версію пісні, яка увійшла до альбому-збірки «Rubáiyát: Elektra's 40th Anniversary» 1990 року, присвяченого 40-річчю лейблу «Elektra Records». Ця версія отримала премію «Греммі» 1991 року, вона також увійшла до збірки гурту «Garage Inc.».
Dear Friends
«Dear Friends» — балада, яку написав Мей і заспівав Мерк'юрі.
Misfire
«Misfire» стала першою індивідуальною композицією Джона Дікона для гурту, у якій він виконав більшість гітарних партій.
Bring Back That Leroy Brown
Назва пісні «Bring Back That Leroy Brown» є відсиланням до тодішнього хіта «Bad, Bad Leroy Brown» американського автора-виконавця Джима Кроче, який загинув минулого року в авіакатастрофі. Пісню написав Мерк'юрі, він грав у ній на роялі та джангл-піаніно, а також зробив низку вокальних накладань. Мей виконав коротку партію на укулеле-банджо, а Дікон — на контрабасі. Журнал «DRUM!» високо оцінив барабанну роботу Тейлора у пісні, словами: «Це виставляє напоказ універсальність Тейлора. Він відшпилює десятки трюків протягом усієї цієї швидкої і непростої пісні та доводить, що він міг би стати барабанщиком біг-бенду або чудово вписатися у будь-який театральний піт-бенд, якби „Queen“ не влаштовував його настільки. Хонкі-тонк-піаніно, контрабас, укулеле-банджо та запальний барабанщик — все це разом створює нестримний драйв».
А капельна версія треку увійшла до бонусного EP перевидання альбому «Sheer Heart Attack» 2011 року.
She Makes Me (Stormtrooper in Stilettos)
«She Makes Me (Stormtrooper in Stilettos)» написав й заспівав Мей, у ній він з Діконом грали на акустичних гітарах.
In the Lap of the Gods… Revisited
«In the Lap of the Gods… Revisited» стала першою спробою Мерк'юрі створити композицію, до виконання якої могли б залучатися глядачі, подібно до успішнішої пісні «We Are the Champions». Вона стала однією із завершальних пісень під час концертів «Queen» між 1974—1977 роками. Під час «The Magic Tour» 1986 року пісню знову виконували як частину попурі, з переходом у «Seven Seas of Rhye».

## Рецепції
На момент релізу журнал «NME» писав про альбом: «Розкішний бенкет, ніякої „води“, а чотири пісні взагалі можна слухати нескінченно: „Killer Queen“, „Flick Of The Wrist“, „Now I'm Here“ і „In The Lap Of The Gods… Revisited“». Газета «Winnipeg Free Press» теж хвалила альбом: «Мультитрекова гітара Браяна Мея, разюча вокальна техніка Фредді Мерк'юрі й динамічна продюсерська робота Роя Томаса Бейкера», та додала «жодного забитого трюму, повномасштабна атака на органи чуття». Журнал «Circus» назвав альбом «мабуть, найважчим та найкрутішим нападом на ці береги, якими ми насолоджувалися якийсь час». «Rolling Stone» дав альбому позитивну оцінку у 3 зірки і написав: «Якщо його важко полюбити, то важко ним не захоплюватися: цей гурт зрештою майстерний і має відвагу». Тоді як Джон Мендельсон залишився байдужим: «Я із лупою шукав на обох сторонах цього останнього альбому що-небудь, будь-що, що хоча б віддалено нагадувало такі чудові твори як „Keep Yourself Alive“ або „Father to Son“, але у підсумку залишився з порожніми вухами та слізми». До кінця 1974 року «Sheer Heart Attack» був визнаний журналом «Disc» третім найкращим альбомом року і посів 24-е місце у списку «NME», складеному за підсумками року.
У рецензії для «Chicago Tribune» Грег Кот оцінив альбом загалом позитивно — 2-ма з половиною зірками, відзначаючи при цьому, що саме у цьому альбомі «…пісні стали лаконічнішими».
Пізніше «AllMusic» говорив про виконання гурту і альбом: «театральність тепер стала щоденною, що за іронією змушує їх звучати більшими за життя. І це відчуття масштабу разом із важкими гітарами, попсовими штучками й театральним стилем, знаменує те, що „Queen“ показали своє справжнє обличчя, тож „Sheer Heart Attack“ знаменує ту мить, коли вони стали собою». «Q» назвав запис «незамінним» і «однією з визначних поп/рок-домішок 70-х років» «Pitchfork» писав, що у альбомі гурту «„Sheer Heart Attack“ не лише покращено всі аспекти їхнього звучання, представлені у перших двох платівках, але й представлено одну з найкращих музичних композицій за всю їхню кар'єру… це гурт у розквиті своїх сил». Джон Браян з «Backseat Mafia» назвав «Sheer Heart Attack» «першим альбомом, де „Queen“ зробили все безумовно правильно», зазначивши, що «така очевидна зарозумілість їм пасувала».
Бенджамін Рей із «Daily Vault» вважав, що «„Queen“ якимось чином примудряються звучати тут як усі рок-гурти 70-х років, як-от „Rush“, „Zeppelin“ і навіть „Uriah Heep“». Однак він зазначив, що різниця у тому, що «„Queen“ дійсно намагаються бути претензійними та пихатими, і часто вони настільки перегинають палицю, що це не може не розважати», і зрештою зробив висновок, що це «їхній найвеселіший альбом, який демонструє, що вони все зробили правильно». «BBC» писали: «вони до самого краю використали сучасні методи продукування: багатошарові вокали та гітари, і нарешті проявилася водевільна жилка Фредді… саме у цьому альбомі „Queen“ нарешті знайшли свій справжній голос». Рок-історик Пол Фаулз написав у «Короткій історії рок-музики», що «Sheer Heart Attack» «показав, що гурт дедалі більше фокусується на культовій постаті Мерк'юрі, що зароджується» і його «унікальному бренді рок-театру», особливо в синглі «Killer Queen».

### Відзнаки
| Публікація                                              | Країна          | Відзнака                                                      | Рік  | Позиція |
| ------------------------------------------------------- | --------------- | ------------------------------------------------------------- | ---- | ------- |
| 1001 альбом, який варто прослухати, перш ніж ви помрете | США             | 1001 альбом, який варто прослухати, перш ніж ви помрете       | 2005 | *       |
| Classic Rock                                            | Велика Британія | 100 найкращих британських альбомів всіх часів                 | 2006 | 28      |
| Classic Rock                                            | Велика Британія | 200 найкращих альбомів 70-х (20 найкращих альбомів 1974 року) | 2006 | *       |
| Kerrang!                                                | Велика Британія | Опитування: 100 найкращих британських рок-альбомів всіх часів | 2005 | 8       |
| Kerrang!                                                | Велика Британія | 100 найкращих британських рок-альбомів всіх часів             | 2007 | 45      |
| Mojo                                                    | Велика Британія | 100 найкращих гітарних альбомів                               | 2002 | 72      |
| Mojo                                                    | Велика Британія | 70 найкращих альбомів 70-х                                    | 2006 | *       |
| Mojo                                                    | Велика Британія | 100 записів, які змінили світ                                 | 2007 | 88      |
| NME                                                     | Велика Британія | Опитування: Найкращі 100 альбомів всіх часів                  | 2006 | 63      |
| Radio Caroline                                          | Велика Британія | Опитування: Топ-100 альбомів                                  | 1977 | 50      |
| Trouser Press                                           | США             | Найкращі альбоми 1970-х                                       | 1980 | *       |
| Virgin                                                  | Велика Британія | Опитування: Топ-1000 альбомів всіх часів                      | 2000 | 492     |
| Rock Hard                                               | Німеччина       | 500 найкращих рок- і метал-альбомів всіх часів                | 2005 | 308     |
| * позначає нерейтинговий список                         |                 |                                                               |      |         |

### Мерк'юрі про альбом
Альбом вийшов дуже різноманітним, ми довели це до краю, гадаю, але нас дуже цікавила студійна техніка, й ми хотіли використати все, що могли. Ми багато чого довідалися про техніку, коли працювали над першими двома альбомами. Звісно, не бракувало критики, і конструктивна критика була для нас дуже корисною. Але, щиро кажучи, британська музична критика не викликає у мене ентузіазму, і вони були до нас дуже несправедливими. Думаю, що журналіст, що преться вгору, ставить себе вище від артистів. Вони, без сумніву, мали про нас неправильне враження. Ми — по суті рок-гурт— Фредді Мерк'юрі

## Реліз

### Альбом
«Sheer Heart Attack» випустили «EMI Records» у Великій Британії та «Elektra Records» у Сполучених Штатах 8 листопада 1974 року. Його продажі склали понад 4 мільйони копій. У чарті США «Billboard 200» він посів 12 місце, а у британському чарті — 2 місце.

### Перевидання 2011 року
8 листопада 2010 року компанія звукозапису «Universal Music» оголосила про випуск ремастованого і доповненого перевидання альбому у травні 2011 року. Це було частиною нової угоди між «Queen» та «Universal Music», яка ознаменувала собою завершення майже 40-річної співпраці гурту з лейблом «EMI Records». Загалом 2011 року «Universal Music» планували ремастувати та перевидати всі студійні альбоми «Queen», проте остаточно ця робота була завершена 2012 року.

### Тур
З 30 жовтня 1974 року по 1 травня 1975 року на підтримку альбом був проведений «Sheer Heart Attack Tour». Тур складався з трьох етапів, загалом зіграли 77 концертів. Це був перший світовий тур «Queen».

## Список пісень
Всі вокали виконав Фредді Мерк'юрі, якщо не вказано інше.
| Сторона «А» | Сторона «А»          | Сторона «А»     | Сторона «А»     | Сторона «А» |
| #           | Назва                | Автор           | Вокал           | Тривалість  |
| ----------- | -------------------- | --------------- | --------------- | ----------- |
| 1.          | «Brighton Rock»      | Браян Мей       | Фредді Мерк'юрі | 5:08        |
| 2.          | «Killer Queen»       | Фредді Мерк'юрі | Фредді Мерк'юрі | 3:01        |
| 3.          | «Tenement Funster»   | Роджер Тейлор   | Роджер Тейлор   | 2:48        |
| 4.          | «Flick of the Wrist» | Фредді Мерк'юрі | Фредді Мерк'юрі | 3:19        |
| 5.          | «Lily of the Valley» | Фредді Мерк'юрі | Фредді Мерк'юрі | 1:43        |
| 6.          | «Now I'm Here»       | Браян Мей       | Фредді Мерк'юрі | 4:10        |

| Сторона «Б» | Сторона «Б»                                | Сторона «Б»                                           | Сторона «Б»     | Сторона «Б» |
| #           | Назва                                      | Автор                                                 | Вокал           | Тривалість  |
| ----------- | ------------------------------------------ | ----------------------------------------------------- | --------------- | ----------- |
| 7.          | «In the Lap of the Gods»                   | Фредді Мерк'юрі                                       | Фредді Мерк'юрі | 3:20        |
| 8.          | «Stone Cold Crazy»                         | Фредді Мерк'юрі, Браян Мей, Роджер Тейлор, Джон Дікон | Фредді Мерк'юрі | 2:12        |
| 9.          | «Dear Friends»                             | Браян Мей                                             | Фредді Мерк'юрі | 1:07        |
| 10.         | «Misfire»                                  | Джон Дікон                                            | Фредді Мерк'юрі | 1:50        |
| 11.         | «Bring Back That Leroy Brown»              | Фредді Мерк'юрі                                       | Фредді Мерк'юрі | 2:13        |
| 12.         | «She Makes Me (Stormtrooper in Stilettos)» | Браян Мей                                             | Браян Мей       | 4:08        |
| 13.         | «In the Lap of the Gods... Revisited»      | Фредді Мерк'юрі                                       | Фредді Мерк'юрі | 3:42        |

| Бонус-треки (1991 Hollywood Records CD-перевидання) | Бонус-треки (1991 Hollywood Records CD-перевидання) | Бонус-треки (1991 Hollywood Records CD-перевидання) |
| #                                                   | Назва                                               | Тривалість                                          |
| --------------------------------------------------- | --------------------------------------------------- | --------------------------------------------------- |
| 14.                                                 | «Stone Cold Crazy» (1991 ремікс Майкла Вегенера)    | 2:15                                                |

| 2011: Universal Records бонус-диск | 2011: Universal Records бонус-диск                                               | 2011: Universal Records бонус-диск |
| #                                  | Назва                                                                            | Тривалість                         |
| ---------------------------------- | -------------------------------------------------------------------------------- | ---------------------------------- |
| 1.                                 | «Now I'm Here» (виступ у «Hammersmith Odeon», грудень 1975)                      | 4:25                               |
| 2.                                 | «Flick of the Wrist» (BBC-сесія, жовтень 1974)                                   | 3:24                               |
| 3.                                 | «Tenement Funster» (BBC-сесія, жовтень 1974)                                     | 2:58                               |
| 4.                                 | «Bring Back That Leroy Brown» (a капела мікс 2011)                               | 2:17                               |
| 5.                                 | «In the Lap of the Gods... Revisited» (виступ на стадіоні «Вемблі», липень 1986) | 2:35                               |

| 2011: iTunes делюкс-видання бонус-відео | 2011: iTunes делюкс-видання бонус-відео          | 2011: iTunes делюкс-видання бонус-відео |
| #                                       | Назва                                            | Тривалість                              |
| --------------------------------------- | ------------------------------------------------ | --------------------------------------- |
| 6.                                      | «Killer Queen» (Top of the Pops, версія 2)       |                                         |
| 7.                                      | «Stone Cold Crazy» (виступ у «Rainbow» 1974)     |                                         |
| 8.                                      | «Now I'm Here» (виступ у «Forum», Монреаль 1981) |                                         |

## Сингли
1. «Killer Queen» — вийшов 11 жовтня 1974 року, досяг 2 місця у Великій Британії та 12 місця в США[31][84]. Б-сторона містила пісню «Flick of the Wrist»[85].
2. «Now I'm Here» — вийшов 17 січня 1975 року, досяг 11 місця у Великій Британії. Б-сторона містила пісню «Lily of the Valley»[86] Пісня була «живим фаворитом», її виконували практично на кожному концерті з кінця 1974-го по 1986 рік[87].

## Кліпи до альбому
1. «Killer Queen» — відео записане на студії BBC. Це один з перших кліпів гурту, де представлено яскраво виражений глем-рок. Через багато років Мерк'юрі казав, що він не розуміє, як йому могло прийти в голову так одягатися, відростити довге волосся, фарбувати нігті і носити стільки прикрас.
2. «Now I'm Here» — запис виступу у Театрі «Rainbow» 20 листопада 1974 року зі студійним звуком. Сам кліп був зроблений 1992 року й потрапив до збірки «Greatest Video Hits 1».

## Учасники запису
- Фредді Мерк'юрі — вокал (1, 2, 4-11, 13), бек-вокал (1, 2, 4-11, 13), піаніно (2-5, 7, 11, 13), орган (6), вертикальне піаніно (2, 11)
- Браян Мей — електрогітара (всі, крім 9), бек-вокал (1, 2, 4, 6, 12, 13), піаніно (9), вокал (12), акустична гітара (12), банджолеле (11)
- Роджер Тейлор — ударні (всі, крім 9), бек-вокал (1-4, 6, 13), перкусія (2, 4), вокал (3), литаври (7), бубон (4), музична підвіска (2), трикутник (2)
- Джон Дікон — бас-гітара (всі, крім 9), акустична гітара (3, 7, 10, 12), електрична гітара (10), контрабас (11)

## Чарт
| Чарт (1974—1975)                                       | Позиція |
| ------------------------------------------------------ | ------- |
| Австралія Australian Albums (Kent Music Report)        | 19      |
| Канада Canada Top Albums/CDs (RPM)                     | 6       |
| Нідерланди Dutch Albums (MegaCharts)                   | 7       |
| Фінляндія Finnish Albums (The Official Finnish Charts) | 7       |
| Франція French Albums (SNEP)                           | 6       |
| Японія Japanese Albums (Oricon)                        | 23      |
| Норвегія Norwegian Albums (VG-lista)                   | 9       |
| Велика Британія UK Albums (OCC)                        | 2       |
| США Billboard 200                                      | 12      |

| Чарт (2011)               | Позиція |
| ------------------------- | ------- |
| Шотландія Scottish Albums | 83      |

| Чарт (1975)                       | Позиція |
| --------------------------------- | ------- |
| Австралія Australian Albums Chart | 96      |
| Канада Canadian Albums Chart      | 43      |
| Японія Japanese Albums Chart      | 32      |
| Велика Британія UK Albums Chart   | 39      |
| США US Billboard Year-End         | 36      |

## Сертифікації
| Регіон                                                                                          | Сертифікація | Продажі  |
| ----------------------------------------------------------------------------------------------- | ------------ | -------- |
| Канада (Music Canada)                                                                           | Платиновий   | 100 000^ |
| Японія (RIAJ)                                                                                   | Золотий      | 100 000^ |
| Польща (ZPAV) 2008 Agora SA album reissue                                                       | Платиновий   | 20 000*  |
| Нідерланди (NVPI)                                                                               | Золотий      | 30,000   |
| Швеція (IFPI Sweden)                                                                            | Золотий      | 50 000^  |
| Велика Британія (BPI)                                                                           | Платиновий   | 300 000^ |
| США (RIAA)                                                                                      | Золотий      | 500 000^ |
| *продажі, що базуються лише на сертифікаціях ^відвантаження, що базуються лише на сертифікаціях |              |          |